# Cantonul Caudebec-lès-Elbeuf
Cantonul Caudebec-lès-Elbeuf este un canton din arondismentul Rouen, departamentul Seine-Maritime, regiunea Haute-Normandie, Franța.

## Comune
| Comune                  | Populație (1999) | Cod poștal | Cod INSEE |
| ----------------------- | ---------------- | ---------- | --------- |
| Caudebec-lès-Elbeuf     | 9 904            | 76320      | 76165     |
| Cléon                   | 6 042            | 76410      | 76178     |
| Freneuse                | 951              | 76410      | 76282     |
| Saint-Pierre-lès-Elbeuf | 8 417            | 76320      | 76640     |
| Sotteville-sous-le-Val  | 577              | 76410      | 76682     |
| Tourville-la-Rivière    | 2 280            | 76410      | 76705     |